# Contradita de testemunha
A contradita de testemunha é ato pelo qual uma das partes envolvidas no processo requer a impugnação da oitiva de uma testemunha, por entender que esta é impedida, suspeita ou incapaz de depor.

## No Brasil

### No Processo Civil
Apesar de não constar no Código de Processo Civil, é usualmente considerado como momento oportuno para se contraditar a testemunha após a sua qualificação e antes que preste o compromisso de dizer a verdade.
No Direito Brasileiro, conforme dispõe o Código de Processo Civil 2015, são as hipóteses que tornam a testemunha incapaz, impedida, suspeita ou suspeita de prestar seu testemunho:
1) Hipóteses de Incapacidade (Art. 447, §1°, CPC)
I - o interdito por enfermidade ou deficiência  mental;
II - o que, acometido por enfermidade ou  retardamento mental, ao tempo em que ocorreram os fatos, não podia discerni-los,  ou, ao tempo em que deve depor, não está habilitado a transmitir as percepções;
III - o que tiver menos de 16 (dezesseis)  anos;
IV - o cego e o surdo, quando a ciência do  fato depender dos sentidos que lhes faltam.
2) Hipóteses de Impedimento (Art. 447, §2º, CPC):
I - o cônjuge, o companheiro, o ascendente e o  descendente em qualquer grau e o colateral, até o terceiro grau, de alguma das  partes, por consanguinidade ou afinidade, salvo se o exigir o interesse público  ou, tratando-se de causa relativa ao estado da pessoa, não se puder obter de  outro modo a prova que o juiz repute necessária ao julgamento do mérito;
II - o que é parte na causa;
III - o que intervém em nome de uma parte,  como o tutor, o representante legal da pessoa jurídica, o juiz, o advogado e  outros que assistam ou tenham assistido as partes.
3) Hipóteses de Suspeição (Art. 447, §3º, CPC):
I - o inimigo da parte ou o seu amigo íntimo;
II - o que tiver interesse no litígio.
Havendo necessidade, o Juiz poderá admitir o depoimento das testemunhas menores de idade, das consideradas impedidas ou suspeitas, sendo tais depoimentos prestados sem o compromisso legal, cabendo ao Juiz atribuir-lhes o valor que possam merecer. (Art. 447, §§ 4º e 5º, CPC).